# Dicranomyia (Dicranomyia) suborthia
Dicranomyia (Dicranomyia) suborthia is een tweevleugelige uit de familie steltmuggen (Limoniidae). De soort komt voor in het Oriëntaals gebied.